# Оахи (језеро)
Оахи (енгл. Lake Oahe) је вештачко језеро у Сједињеним Америчким Државама. Налази се на територији америчких савезних држава Северна Дакота и Јужна Дакота. Површина језера износи 1.774 km².